# Cratere Gir
Gir è un cratere sulla superficie di Ganimede.